# Гай Віпстан Апроніан
Гай Віпста́н Апроніа́н (лат. Gaius Vipstanus Apronianus; прибл. 30 —86) — державний діяч Римської імперії, консул 59 року.

## Життєпис
Походив з роду нобілів Віпстанів. Син Луція Віпстана Публіколи, консула 48 року, та Апронії. У 57 році увійшов до колегії арвальських братів. У 59 році став консулом разом з Гаєм Фонтеєм Капітоном.
З 68 до 69 року як проконсул керував провінцією Африка. Послідовно переходив на бік імператорів Гальби та Отона. З початком війни між Вітеллієм та Веспасіаном підтримав останнього. Після перемоги Веспасіана продовжив кар'єру сенатора. Помер у 86 році.